# Panthiades thallus
Panthiades thallus är en fjärilsart som beskrevs av Pieter Cramer 1782. Panthiades thallus ingår i släktet Panthiades och familjen juvelvingar. Inga underarter finns listade i Catalogue of Life.